# Brigitte Zieger
Pour les articles homonymes, voir Zieger.
Brigitte Zieger est une artiste allemande qui vit et travaille à Paris. 

« Utilisant diversement les médiums de l’art contemporain, elle met en place de subtils dispositifs afin d’inquiéter notre conscience, et peut-être même notre responsabilité de regardeur face à la représentation du monde. Ainsi toutes ses séries reviennent, telles des arrêts sur image, sur des images-événements, images-médias, qui participent de notre Histoire contemporaine. Car c’est bien cette culture visuelle qu’elle met en doute. »

— extrait de texte de Véronique Terrier Herrmann pour l'exposition Women are Different from Men à la galerie Odile Ouizeman
Son travail a été montré dans de nombreuses expositions internationales, notamment à la Tate Gallery Londres, au Musée national de Taipei, au Musée de Pully avec le MUDAC de Lausanne, à la Kunsthalle CCA d’Andratx et au Palais d’Iéna à Paris. Ses expositions personnelles récentes sont Counter-Memories à la galerie Heinz-Martin Weigand à Berlin et Women are Different from Men à la galerie Odile Ouizeman à Paris. Ces expositions ont été accompagnées par de nombreuses publications collectives, réalisées par des musées, des centres d'art et des revues d’art. Une monographie a été publiée récemment par les éditions Burozoïque. Ses œuvres font partie des collections publiques du Fonds national d’art contemporain, du FRAC Aquitaine, du FRAC Basse-Normandie et de la collection de la Deutsche Bank.